# Thunghong Subdistrict Municipality Stadium
Das Thunghong Subdistrict Municipality Stadium (Thai สนามเทศบาลตำบลทุ่งโฮ้ง) ist ein Mehrzweckstadion in Phrae in der Provinz Phrae, Thailand. Es wird derzeit hauptsächlich für Fußballspiele genutzt und ist das Heimstadion vom Drittligisten Phrae United Football Club. Das Stadion hat eine Kapazität von 3000 Personen. Eigentümer und Betreiber des Stadions ist die Thunghong Subdistrict Municipality.

## Nutzer des Stadions
| Verein          | Zeitraum der Nutzung |
| --------------- | -------------------- |
| Phrae United FC | 2012                 |
| Phrae United FC | 2014 bis heute       |